# James Jakes

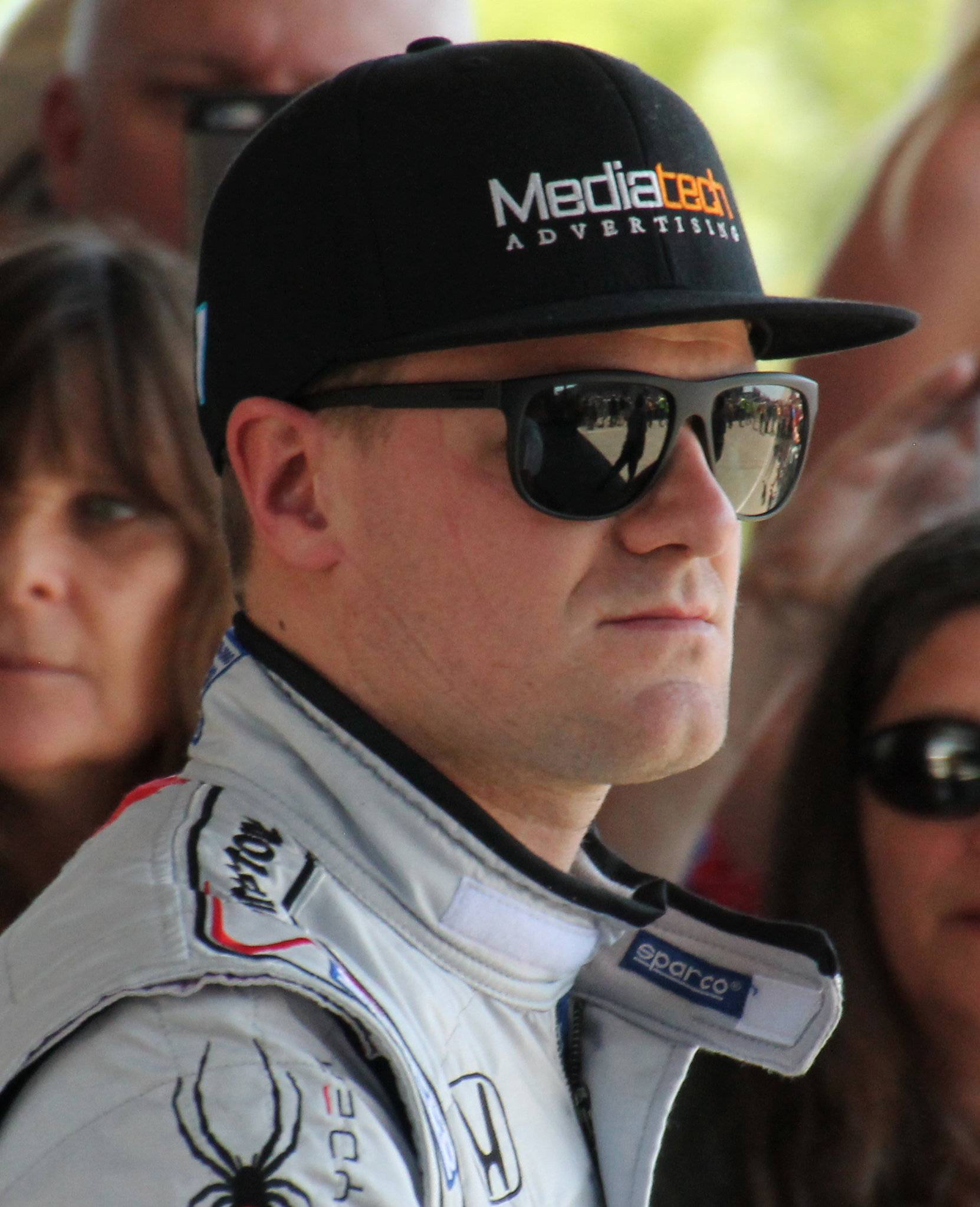
James Jakes (2015)

James Jakes (* 4. August 1987 in Leeds) ist ein britischer Automobilrennfahrer. Er trat von 2011 bis 2015 in der IndyCar Series an.

## Karriere
2002 begann Jakes seine Motorsportkarriere im Club-Rennsport, den er bis 2003 ausübte. 2003 debütierte er im Formelsport und startete in der Winterserie die britischen Formel Renault sowie der Herbstserie der Formel Palmer Audi. 2004 fuhr Jakes sowohl in der britischen Formel Renault, in der er den 13. Platz im Gesamtklassement belegte, als auch im Formel Renault 2000 Eurocup, wo er Platz 25 erreichte. Darüber hinaus nahm er an einigen anderen Formel-Renault-Meisterschaften teil. 2005 blieb Jakes in der britischen Formel Renault und wurde Dritter in der Gesamtwertung. Zusätzlich startete Jakes für einige Rennen in der nationalen Klasse der britischen Formel-3-Meisterschaft und der niederländischen Formel Renault. 2006 wechselte Jakes in die britische Formel-3-Meisterschaft und wurde dort Achter in der Gesamtwertung. Er startete für Hitech Racing, für die er auch an vier Rennen der Formel-3-Euroserie teilnahm. Außerdem wurde Jakes Sechster beim Macau Grand Prix.
2007 konzentrierte Jakes sich auf sein Engagement in der Formel-3-Euroserie und fuhr für Manor Motorsport. Er gewann ein Rennen in Magny-Cours und belegte in der Gesamtwertung den fünften Platz. Beim Macau Grand Prix, bei dem Jakes erneut startete, wurde er dieses Jahr Siebter. Auch 2008 war Jakes in der Formel-3-Euroserie aktiv, diesmal allerdings für das Meisterteam ART Grand Prix. In dieser Saison gewann Jakes das Hauptrennen in Pau und belegte am Saisonende den 13. Platz in der Gesamtwertung. Somit knüpfte Jakes nicht an das gute Abschneiden im Vorjahr an und lag darüber hinaus in der Gesamtwertung hinter seinen drei Teamkollegen, von denen Nico Hülkenberg die Meisterschaft gewann.
Dennoch wurde Jakes von Super Nova Racing für die GP2-Asia-Serie-Saison 2008/2009 verpflichtet und belegte am Saisonende den 16. Platz in der Gesamtwertung. In der GP2-Asia-Serie-Saison 2009/2010 ging Jakes erneut für Super Nova Racing an den Start. Nachdem er im ersten Rennen Dritter geworden war, wurde er nach dem ersten Rennwochenende durch Marcus Ericsson ersetzt. Am Saisonende belegte er den 14. Gesamtrang. 2010 ging er für Manor Racing in der neuen GP3-Serie an den Start. Nach einem Unfall Hockenheim musste er mit einer Bänderverletzung im rechten Arm zwei Rennwochenenden pausieren. Mit zwei zweiten Plätzen als beste Resultate belegte er am Saisonende den achten Platz im Gesamtklassement. Anschließend debütierte er beim Saisonfinale in der GP2-Serie und ersetzte den erkrankten Álvaro Parente bei der Scuderia Coloni. Am Saisonende belegte er den 31. Gesamtrang.

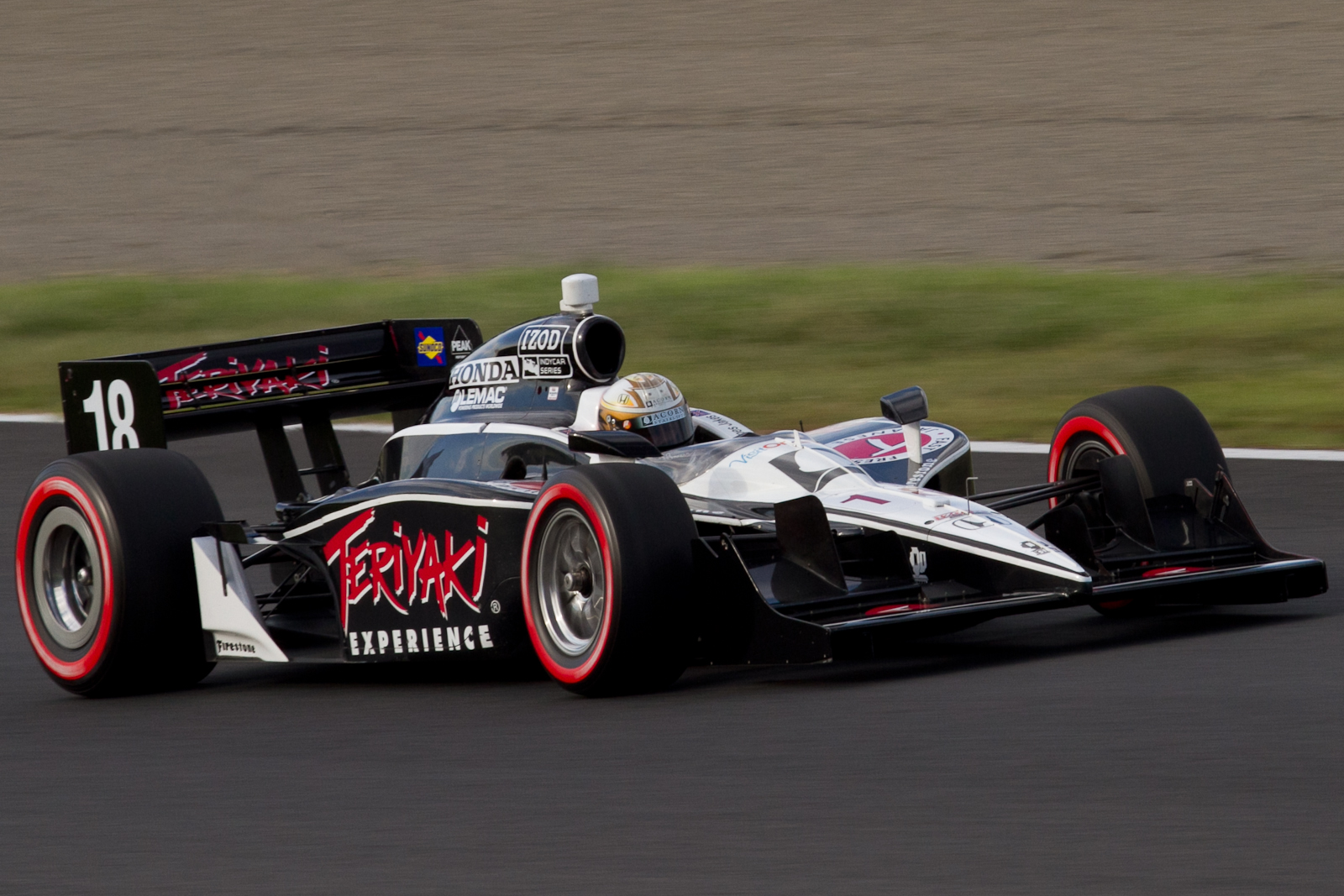
Jakes beim japanischen IndyCar-Rennen in Motegi (2011)

2011 sollte Jakes für Coloni sowohl in der GP2-Asia-, als auch in der GP2-Serie an den Start gehen. Nach dem ersten Rennwochenende der GP2-Asia-Serie-Saison 2011 löste er jedoch den Vertrag mit Coloni auf und schloss die Saison auf dem 24. Gesamtrang ab. Er nahm stattdessen kurzfristig für Dale Coyne Racing an Testfahrten der IndyCar Series teil und erhielt wenig später einen Vertrag für die IndyCar Series 2011. Beim Indianapolis 500 scheiterte er an der Qualifikation. Während sein Teamkollege Sébastien Bourdais mehrmals innerhalb der Top 10 ins Ziel kam, war ein 13. Platz Jakes bestes Ergebnis. Am Saisonende wurde er 22. in der Meisterschaft. 2012 blieb Jakes bei Dale Coyne Racing in der IndyCar Series, wo er mit Justin Wilson einen neuen Teamkollegen erhielt. Jakes fuhr zweimal in die Top 10. Während Wilson den 15. Platz erreichte, beendete Jakes die Saison erneut auf dem 22. Rang.
2013 wechselte Jakes innerhalb der IndyCar Series zu Rahal Letterman Lanigan Racing. Beim zweiten Rennen in Detroit erzielte er mit einem zweiten Platz seine erste Podest-Platzierung in der IndyCar Series. Insgesamt kam er in diesem Jahr dreimal in die Top 10. Er schloss die Saison auf dem 19. Gesamtrang ab. Mit 294 zu 319 Punkten unterlag er seinem Teamkollegen Graham Rahal. Nach einem Jahr Auszeit kehrte Jakes 2015 in die IndyCar Series zurück. Er erhielt ein Cockpit bei Schmidt Peterson Motorsports. Beim zweiten Rennen in Avondale erreichte er den dritten Platz. Im weiteren Saisonverlauf folgten drei weitere Top-10-Platzierungen. Die Meisterschaft beendete er auf dem 16. Rang.

## Statistik

### Karrierestationen
| - 2002–2003: Club-Motorsport - 2003: Britische Formel Renault, Winterserie - 2003: Formel Palmer Audi, Herbstserie (Platz 10) - 2004: Britische Formel Renault (Platz 12) - 2004: Formel Renault 2.0 Eurocup (Platz 25) - 2004: Niederländische Formel Renault (Platz 16) - 2004: Brasilianisch Formel Renault - 2004: Britische Formel Renault, Winterserie (Platz 6) - 2004: US-amerikanische Formel Renault, Winterserie (Platz 8) | - 2005: Britische Formel Renault (Platz 3) - 2005: Niederländische Formel Renault (Platz 19) - 2005: Britische Formel 3, national (Platz 13) - 2006: Britische Formel 3 (Platz 8) - 2006: Formel-3-Euroserie (Platz 16) - 2007: Formel-3-Euroserie (Platz 5) - 2008: Formel-3-Euroserie (Platz 13) - 2009: GP2-Asia-Serie (Platz 16) - 2010: GP2-Asia-Serie (Platz 14) | - 2010: GP3-Serie (Platz 8) - 2010: GP2-Serie (Platz 31) - 2011: GP2-Asia-Serie (Platz 24) - 2011: IndyCar Series (Platz 22) - 2012: IndyCar Series (Platz 22) - 2013: IndyCar Series (Platz 19) - 2015: IndyCar Series (Platz 16) |

### Einzelergebnisse in der GP3-Serie
| Jahr | Team         | 1   | 2   | 3   | 4   | 5   | 6   | 7   | 8   | 9   | 10  | 11  | 12  | 13  | 14  | 15  | 16  | Punkte | Rang |
| ---- | ------------ | --- | --- | --- | --- | --- | --- | --- | --- | --- | --- | --- | --- | --- | --- | --- | --- | ------ | ---- |
| 2010 | Manor Racing | ESP | ESP | TUR | TUR | ESP | ESP | GBR | GBR | GER | GER | HUN | HUN | BEL | BEL | ITA | ITA | 21     | 8.   |
| 2010 | Manor Racing | 9   | 7   | 2   | 8   | 8   | 3   | DNF | 11  | 2   | DNF | INJ | INJ | INJ | INJ | 13  | DNF | 21     | 8.   |

### Einzelergebnisse in der IndyCar Series
| Jahr | Team                           | 1   | 2   | 3   | 4   | 5     | 6    | 7   | 8   | 9   | 10  | 11  | 12  | 13  | 14  | 15  | 16  | 17  | 18  | 19  | Punkte | Rang |
| ---- | ------------------------------ | --- | --- | --- | --- | ----- | ---- | --- | --- | --- | --- | --- | --- | --- | --- | --- | --- | --- | --- | --- | ------ | ---- |
| 2011 | Dale Coyne Racing              | STP | ALA | LBH | SAO | INDY  | TXS  | TXS | MIL | IOW | TOR | EDM | MDO | NHA | SNM | BAL | MOT | KTY | LSV |     | 189    | 22.  |
| 2011 | Dale Coyne Racing              | 15  | 25  | 15  | 15  | DNQ   | 25   | 28  | 15  | 25  | 18  | 18  | 23  | 18  | 19  | 27  | 13  | 21  | C   |     | 189    | 22.  |
| 2012 | Dale Coyne Racing              | STP | ALA | LBH | SAO | INDY  | DET  | TXS | MIL | IOW | TOR | EDM | MDO | SNM | BAL | FON |     |     |     |     | 232    | 22.  |
| 2012 | Dale Coyne Racing              | 26  | 16  | 11  | 15  | 1517  | 23   | 10  | 21  | 13  | 8   | 25  | 19  | 12  | 24  | 12  |     |     |     |     | 232    | 22.  |
| 2013 | Rahal Letterman Lanigan Racing | STP | ALA | LBH | SAO | INDY  | DET  | DET | TXS | MIL | IOW | POC | TOR | TOR | MDO | SNM | BAL | HOU | HOU | FON | 294    | 19.  |
| 2013 | Rahal Letterman Lanigan Racing | 15  | 23  | 12  | 17  | 20°20 | 10   | 2°  | 12  | 18  | 18  | 12  | 12  | 23  | 13  | 25  | 23  | 6   | 17  | 22° | 294    | 19.  |
| 2015 | Schmidt Peterson Motorsports   | STP | NOL | LBH | ALA | IMS   | INDY | DET | DET | TXS | TOR | FON | MIL | IOW | MDO | POC | SNM |     |     |     | 257    | 16.  |
| 2015 | Schmidt Peterson Motorsports   | 22  | 3   | 19  | 22  | 18°   | 18   | 12  | 15  | 9°  | 21  | 7   | 23  | 15° | 16  | 10  | 25  |     |     |     | 257    | 16.  |

### Le-Mans-Ergebnisse
| Jahr | Team             | Fahrzeug | Teamkollege | Teamkollege   | Platzierung | Ausfallgrund |
| ---- | ---------------- | -------- | ----------- | ------------- | ----------- | ------------ |
| 2016 | Manor Motorsport | Oreca 05 | Tor Graves  | Roberto Merhi | Ausfall     |              |